# 3478 Fanale
A 3478 Fanale (ideiglenes jelöléssel 1979 XG) a Naprendszer kisbolygóövében található aszteroida. Edward L. G. Bowell fedezte fel 1979. december 14-én.